# Safex
SAFEX (Safe Exchange Coin) je mlada kripto valuta koja ima za cilj da poveže blockchain tehnologiju, digitalne valute i onlajn trgovanje. Safex se zasniva na Chille blokchain-u, rešenju koje je razvijeno od tvoraca SAFEX-a. To je decentralizovana blockchain mreža koja omogućava anonimne transakcije u digitalnoj valuti, na digitalnom tržištu koje autonomno reguliše trgovinu sa idejom da se eleminišu posrednici u transakcijama izmedju 2 osobe. Prednosti su da se imaocu SAFEX-a imovina ne može zamrznuti niti oduzeti.
SAFEX omogućuje sigurno i anonimno tržište za korisnike kripto valuta. Na ovaj način ljudi mogu da razmenjuju dobra i usluge sa sigurnošću da su bezbedni od hakerskih napada ili upliva trećih strana.
Svaki put kada se transfer desi među bilo koja dva učesnika tržišta, deo provizije se prebacuje vlasnicima Safex novčića kao dividenda.
Safex coin je nastao početkom 2016. godine kada je sprveden tzv. Initial Coin Offering (ICO). Od tada njime se trguje na onlajn menjačnicama kriptovaluta poput Bittrex-a i Cryptopia-e .
SAFEX se trenutno razvija od strane Safe Exchange Developers-a vođeni Danijelom Dabekom.
Razvojni tim je lociran u Srbiji, a kancelarije se nalaze u samom centru Beograda.

## Spoljašnje veze
- - Sajt sa najnovijim vestima vezanih za Safex
- Архивирано на веб-сајту  (23. новембар 2017) - Safex zvanican sajt
- - Reddit forum posvećen SAFEX-u